# Trithemis kalula
Trithemis kalula е вид водно конче от семейство Libellulidae. Видът не е застрашен от изчезване.

## Разпространение
Разпространен е в Бенин, Буркина Фасо, Гана, Гвинея, Гвинея-Бисау, Демократична република Конго, Кот д'Ивоар, Либерия, Нигерия, Сиера Леоне и Того.